# Francesca Bertoni
Francesca Bertoni (* 29. Dezember 1993 in Pavullo nel Frignano) ist eine italienische Mittelstrecken- und Hindernisläuferin.

## Sportliche Laufbahn
2013 nahm Francesca Bertoni erstmals an einer internationalen Meisterschaft, den Crosslauf-Europameisterschaften in Belgrad, teil und belegte dort in der U23-Wertung den 34. Platz und gewann die Bronzemedaille in der Mannschaftswertung. Zwei Jahre später trat sie bei der Team-Europameisterschaft in Lille im Hindernislauf in Erscheinung. Dort steigerte sie ihre Bestleistung auf 9:43,80 min, belegte damit den vierten Platz und qualifizierte sich zugleich für die Weltmeisterschaften in London, bei denen sie mit 10:01,36 min im Vorlauf ausschied. Bei den Weltstudentenspielen in Taipeh zwei Wochen später belegte die Studentin der Universität Bologna den fünften Platz.
2016 und 2017 wurde sie italienische Meisterin im Hindernislauf.

## Persönliche Bestleistungen
- 1500 Meter: 4:27,22 min, 1. Juni 2017 in Ponzano Veneto
- 3000 Meter: 9:29,42 min, 20. April 2017 in Mailand
  - 3000 Meter (Halle): 10:00,58 min, 8. Februar 2015 in Ancona
- 5000 Meter: 16:45,20 min, 8. Mai 2016 in Modena
- 3000 Meter Steeple: 9:43,80 min, 24. Juni 2017 in Lille